# 约翰逊-弗雷斯特倾向
约翰逊-弗雷斯特倾向（英語：Johnson–Forest Tendency）是美国历史上的一个激进左翼派系，与马克思主义人文主义理论家C·L·R·詹姆斯（笔名J·R·约翰逊）和拉亚·杜纳耶夫斯卡娅（笔名弗雷迪·弗雷斯特）有关联。作家和活动家陈玉平（笔名莉亚·斯通）被认为是该派系的第三位创始人。1945年，该派系形成于马克斯·沙赫特曼领导的工人党内部。1947年，该派系因对工人党内部占多数的沙赫特曼派不满而退党，转而加入社会主义工人党。在这段时期，该派系放弃托洛茨基主义，并得出结论：由于世界上没有真正的社会主义社会，因此有必要回归马克思主义的基本原则，并强调黑格尔哲学是马克思主义的基础。1950年，该派系退出社会主义工人党。1951年，该派系建立自己的组织——通讯出版委员会。
1940年代末，詹姆斯得出结论，先锋党已不再必要，因为其信条已被群众吸收；杜纳耶夫斯卡娅同意列宁主义的先锋党已过时，但与詹姆斯不同，她认为仍需要某种革命组织；两人的分歧最终导致该派系于1955年分裂，杜纳耶夫斯卡娅及其追随者另立新闻和信件委员会。陈玉平继续留在该派系，直到1962年另立“面对现实”团体，这标志着该派系的瓦解。约翰逊派的传统由马丁·格拉伯曼延续，直到他于2001年去世。